# Ahtiana pallidula
Ahtiana pallidula är en lavart som först beskrevs av Tuck. ex Riddle, och fick sitt nu gällande namn av Goward & A. Thell. Ahtiana pallidula ingår i släktet Ahtiana och familjen Parmeliaceae.   Inga underarter finns listade i Catalogue of Life.